# De man die zo dol was op Dickens
De man die zo dol was op Dickens is een hoorspel naar het verhaal The Man who liked Dickens (1933) van Evelyn Waugh. Het werd vertaald door Lydia Belinfante en de KRO zond het als hoorspel uit op 21 februari 1986. De regisseurs waren Johan Dronkers en Louis Houët. Het hoorspel duurde 25 minuten.

## Rolbezetting
- Ad Hoeymans (verteller)
- Pollo Hamburger (Henty)
- Corry van der Linden (Mrs.Henty)
- Paul Deen (McMaster)

## Inhoud
McMaster leeft nu al zestig jaar in de jungle. Hij leeft op een commune-achtige manier met de inboorlingen rondom hem en hij kent de jungle als zijn broekzak. Echt waar, hij is een lieve oude man. Zijn leven is nogal saai en het enige wat hij bezit om de leegte te vullen zijn z’n boeken: de werken  van Dickens. Maar… McMaster kan niet lezen. De reddende engel komt in de vorm van Henty, een rijke Engelsman, lid van een expeditie, halfdood van de koorts en in de jungle. McMaster maakt Henty weer gezond met jungle-remedies en de twee kunnen het goed vinden met elkaar. Henty leest McMaster zelfs elke avond voor als dank voor de genezing en zolang hij dat doet, behandelt McMaster hem als gast. Als hij echter begint te vragen hoe hij naar de bewoonde wereld kan terugkeren, verandert de hele situatie…